# Översjöåsens naturreservat
Översjöåsens naturreservat är ett naturreservat i Älvdalens kommun i Dalarnas län.
Området är naturskyddat sedan 2019 och är 1431 hektar stort. Reservatet ligger öster om Särna och vid Översjöns västra strand och består av ett vidsträckt myrområde till del bevuxen med tall